# Память об Антоне Павловиче Чехове
Русскому писателю А. П. Чехову установлены многочисленные памятники; созданы музеи; его именем названы географические объекты, театры, библиотеки, суда, астрономические объекты; в память о нём выпущены монеты, почтовые марки.

## Музеи и библиотеки
Всего в мире (в России и за рубежом) имеется 14 чеховских музеев:
- Государственный литературно-мемориальный музей-заповедник А. П. Чехова «Мелихово» (село Мелихово, Чеховский район, Московская область)
- Музей писем А. П. Чехова в Чехове
- Музей «Чеховский салон» в Баденвайлере (Германия)
- Дом-музей А. П. Чехова (Белая дача) в Ялте
- Музей «Дача А. П. Чехова и О. Л. Книппер» в Гурзуфе (Крым)
- Музей «Чехов и Крым» на даче Омюр (Ялта)
- Историко-литературный музей «А. П. Чехов и Сахалин» (Александровск-Сахалинский, Сахалинская область)
- Музей книги А. П. Чехова «Остров Сахалин» (Южно-Сахалинск)
- Музей «Домик А. П. Чехова» в Таганроге
- Музей «Лавка Чеховых» в Таганроге
- Дом-музей Антона Павловича Чехова в Москве
- Дом-музей Чехова в Сумах
- Комната-музей Чехова в Коломбо (Коломбо, Шри-Ланка).
- Музей А. П. Чехова в ГОУ Центре образования № 170 им. А. П. Чехова, ЮЗАО, Москва
- Музей А. П. Чехова в средней общеобразовательной школе им. А. П. Чехова (Истра, Московская область)
- Музей А. П. Чехова (Нижний Нагольчик, Антрацитовский район, Луганская область, Украина)

Библиотеки:
- Таганрогская городская публичная библиотека им. А. П. Чехова
- Библиотека имени А. П. Чехова (филиал № 4 МУ НЦБС, Новочеркасск)
- Библиотека имени А. П. Чехова в Омске
- Библиотека имени А. П. Чехова в Азове
- Библиотека имени А. П. Чехова в Новосибирске
- Центральная районная библиотека им . А. П. Чехова в Санкт-Петербурге

## Театры и творческие коллективы
- Государственный русский драматический театр им. А. П. Чехова, Кишинёв
- Дуэт имени Чехова (Украина). Комедийный дуэт в составе: А. Лирник, А. Молочный
- Московский художественный театр им. А. П. Чехова, Москва
- Павлодарский областной театр драмы имени А. П. Чехова, Павлодар
- Русский драматический театр имени А. П. Чехова, Кишинев
- Сахалинский международный театральный центр имени А. П. Чехова, Южно-Сахалинск
- Серовский муниципальный театр драмы имени А.П. Чехова, Серов
- Таганрогский драматический театр имени А. П. Чехова, Таганрог
- Ялтинский театр имени А. П. Чехова, Ялта

## Больницы
- Звенигородская центральная городская больница имени А. П. Чехова[3]

## Морские и речные суда
Именем Антона Чехова было названо несколько пассажирских судов:
- Антон Чехов — пассажирское и санитарно-транспортное судно Азовского пароходства, ходившее на линии Ростов-на-Дону — Батуми, погибшее у Керчи при обороне Крыма в 1942 году.
- Антон Чехов — первый четырёхпалубный речной пассажирский теплоход проекта Q-056 (тип «Антон Чехов»), построенный на австрийской верфи ÖSWAG в 1978 году, флагман советского и российского речного флота. Теплоход эксплуатируется компанией «Orthodox Cruise Company» по Волге и Дону по маршруту Ростов-на-Дону — Москва[4].

## Астрономические объекты
- Астероид (2369) Чехов в главном астероидном поясе.
- Кратер Чехов на Меркурии.

## Географические названия
- Чехов — город областного подчинения в Московской области. Назван именем А. П. Чехова в 1954 году (50 лет со дня смерти). До 1954 года — рабочий посёлок Лопасня
- Чехов — село (с 1947 по 2004 годы — город Чехов) в Холмском районе Сахалинской области
- Чеховский — посёлок в Лучинском сельском поселении Истринского района Московской области
- Чехов — железнодорожная станция Курского направления МЖД в Чехове
- Чеховская — железнодорожная платформа Рижского направления МЖД
- Чеховская — станция Серпуховско-Тимирязевской линии Московского метрополитена
- В честь А. П. Чехова названа гора Чехова на острове Сахалин в заливе Терпения (название присвоено после 1946 года)[5].
- В честь А. П. Чехова названа бухта Чехова на острове Сахалин[5].
- Именем Чехова названо 1290 проспектов, улиц, площадей, переулков и проездов в населённых пунктах России и множество улиц в других странах[6]

## Памятники

Приморский парк Ялты

Памятник в Серпухове

Памятник Чехову на территории МГУ

«Вишнёвый сад»

- Памятник Чехову в Баденвайлере, где писатель скончался. Установлен в 1908 году; скульптор Н. Г. Шлейфер[7]. Первый в мире памятник А. П. Чехову. В 1918 году, за три недели до окончания I мировой войны, памятник переплавили для нужд немецкой военной промышленности. В 1960 году там же немцами снова воздвигнут памятник русскому писателю[8]. Новый бюст (не повторяющий оригинал) был установлен в 1992 году с помощью сахалинцев[9]
- Бюст Чехова в Таганроге — первый памятник писателю в СССР; скульптор Вера Морозова (1935)
- Бюст Чехова в Мелихове, скульптор Георгий Мотовилов, архитектор Л. М. Поляков (1951)
- Бюст Чехову в Истре перед Истринским домом культуры (1954)
- Памятник А. П. Чехову в Ялте в Приморском парке имени Ю. А. Гагарина, скульптор Георгий Мотовилов (1953)
- Памятник А. П. Чехову в Таганроге к столетию писателя, скульптор Иулиан Рукавишников (1960)
- Памятник Чехову в Александровске-Сахалинском (1959)
- Памятник Чехову в Южно-Сахалинске рядом с областной научной библиотекой, скульптор Александр Алексеевич Тюренков (1990)
- Памятник Чехову в Красноярске на Театральной площади. Авторы: скульптор Юрий Ишханов и архитектор Арэг Демирханов (1995)
- Памятник Антону Чехову в Москве в Камергерском переулке, автор Михаил Аникушин (1998)
- Памятник Чехову в Серпухове в сквере возле места пересечения улиц — Чеховская и Ворошилова; скульпторы В. В. Шувалов и С. В. Сагайко (1999)[10]
- Памятник Чехову в Усадьбе «Мелихово» — государственном литературно-мемориальном музее-заповеднике А. П. Чехова (2002)
- Памятник Чехову в Томске (2004). Ироничный памятник называется «Антон Павлович в Томске глазами пьяного мужика, лежащего в канаве и не читавшего „Каштанку“»
- Памятник Чехову в Самаре (2004). Установлен в честь 100-летия со дня смерти писателя на частные средства по инициативе Павла Коровина. Скульптор Иван Мельников
- Памятник А. П. Чехову «Вишнёвый сад» работы скульптора Д. В. Лындина, установлен в Таганроге на Чеховской набережной (2009 г.)
- Памятник Чехову в Звенигороде Московской области (2010). Установлен в сквере по ул. Московская, 12. Скульптор Владимир Курочкин
- Памятники Чехову в Коломбо, Шри-Ланка в отелях «Галле Фейс» и «Гранд Ориентал», открытые в декабре 2010 года к 120-летнему юбилею пребывания Чехова на острове Цейлон[11]
- Памятник Чехову в Каире, установлен ассоциацией выпускников вузов России и стран СНГ (2011)[12]
- Памятник Чехову в Харцызске, скульптор Александр Шамарин (2012)[13]
- Памятник Чехову в московском районе Люблино на пересечении улиц Армавирская и Таганрогская, в парке, носящем имя писателя; скульптор Салават Щербаков (2014)
- Памятник Чехову на территории МГУ (2014)
- Памятник Чехову во Владивостоке (2018)[14]
- Памятник Чехову в деревне Белая Дальнеконстантиновского района Нижегородской области
- Памятник Чехову в Перми (парк им. А. П. Чехова, ул. Репина, 20)
- Памятник Чехову в Ростове-на-Дону к юбилею писателя. Скульптор Анатолий Скнарин
- Памятник Чехову в Ростове-на-Дону, на пересечении улиц Чехова и Пушкинской
- Памятник Чехову в Сумы, в парке имени Кожедуба
- Памятник Чехову в Токио, скульптор Григорий Потоцкий
- Памятник Чехову в Улан-Удэ, на пешеходной части улицы Ленина
- Трёхметровая бронзовая фигура писателя в Чехове работы Михаила Аникушина

### Памятники чеховским героям

Чехов и его «Дама с собачкой» на ялтинской набережной

- Скульптуры «Каштанка», «Дама с собачкой», «Человек в футляре», «Три сестры», «Ваня», «Варя» в Перми в парке им. А. П. Чехова, ул. Репина, 20
- Памятник Каштанке в Челябинске
- Скульптурная композиция «Толстый и тонкий» в Таганроге — памятник героям рассказа «Толстый и тонкий», находится возле музея «Лавка Чеховых» Гоголевский переулок (Таганрог)
- Памятник «Человек в футляре» в Таганроге (2010)
- Памятник героине рассказа «Роман с контрабасом», Пушкинская набережная (Таганрог)
- Скульптурная композиция «Египетская пирамида» по мотивам рассказа «Каштанка» в Таганроге (2008)[15]
- Памятник «Антон Чехов и дама с собачкой» на набережной Ялты
- Памятник «Чайка» в Баденвайлере, Германия, на площади Антона Чехова, у отеля, в котором умер писатель
- Памятник героям рассказа «Толстый и тонкий» в Южно-Сахалинске в сквере у Сахалинского международного театрального центра) (2013)
- Памятник героям рассказа «Дама с собачкой» в Южно-Сахалинске в сквере у Сахалинского международного театрального центра, автор Салават Щербаков (2013)
- Памятник героям рассказа «Человек в футляре» в Южно-Сахалинске в сквере у Сахалинского международного театрального центра (2013)
- Памятник героям рассказа «Каштанка» в Южно-Сахалинске в сквере у Сахалинского международного театрального центра (2013)
- Бронзовый памятник собакам А. П. Чехова — таксам Брому и Хине в подмосковном музее-заповеднике «Мелихово», автор Александр Рожников (2012)[16]

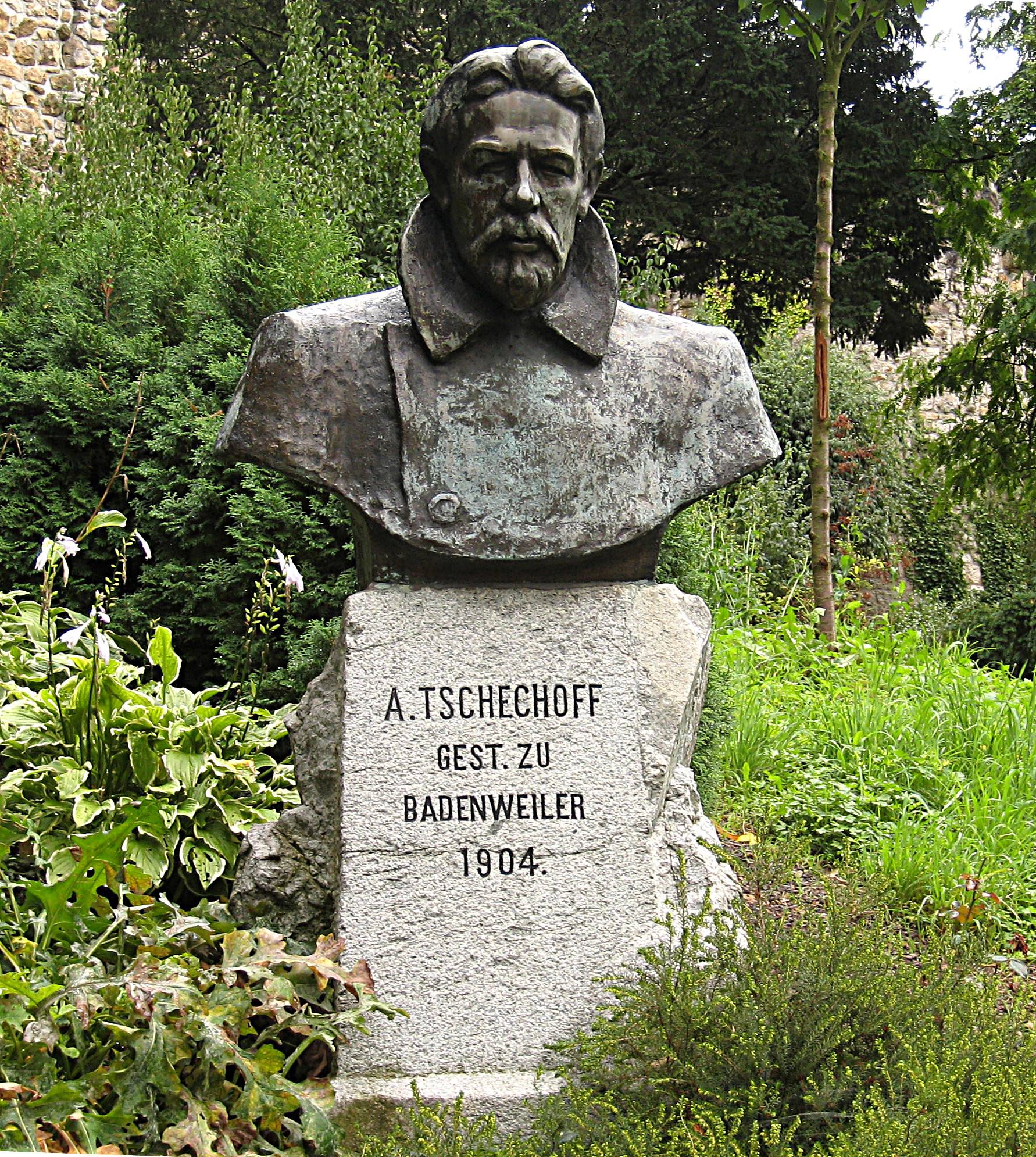
Памятник в Баденвайлере
Бюст Чехову перед Истринским домом культуры
Памятник в Таганроге
Александровск-Сахалинский
Южно-Сахалинск
Усадьба «Мелихово»
Звенигород
Ростов-на-Дону
Владивосток

## Чехов в искусстве
Музыкальный спектакль «Чехов» (нидерл. Tsjechov), охватывающий биографию писателя с 1889 по 1904 гг., поставили в 1991 году в Нидерландах Роберт Лонг и Дмитрий Френкель.

## Киновоплощения
- «В городе С.» (1966), в роли Андрей Попов
- «Сюжет для небольшого рассказа» (1969), в роли Николай Гринько
- «От Чехова с любовью» / «From Chekhov with Love» (Англия, 1968), в роли Джон Гилгуд
- «Насмешливое мое счастье» (телеспектакль, 1975), в роли Юрий Яковлев
- «Добрый доктор» / The Good Doctor (США, 1978), в роли Ричард Чемберлен
- «Я — актриса» (1980), в роли Олег Вавилов
- «Дело Сухово-Кобылина» (1991), в роли Борис Плотников
- «Камень» (1992), в роли Леонид Мозговой
- «Прощайте, доктор Чехов!» (2007), в роли Дмитрий Мухамадеев
- «Невечерняя» (2007, не окончен), в роли Владислав Ветров
- «Чехов и Мария» / Chekhov and Maria (США, 2007), в роли Рон Боттита
- «Поклонница» (2012), в роли Кирилл Пирогов
- «Братья Ч» (2014), в роли Егор Корешков
- «Anton Tchekhov — 1890» (Франция, 2015), в роли Николя Жиро
- «Антон Чехов. Крымская Ривьера» (2016), в роли Андрей Пермяков
- «Хитровка. Знак четырёх» (2023) — в роли Иван Колесников

## Музыка
По чеховским сюжетам многими композиторами созданы разнообразные по сюжетам музыкальные произведения. Это оперы, балеты, музыкальные комедии и мюзиклы. Кантаты Н. Пономаренко (1935) и В. Юровского (1961) в исполнении симфонического оркестра, хора и солистов посвящены памяти писателя. По произведениям Чехова отечественными композиторами создано более 20 опер: «Беззащитное существо», «Ведьма», «Медведь» комп. В. Ходош; «Вишнёвый сад», комп. А. Леман; «Каштанка», комп. В. Рубин; «Контрабас и флейта», комп. Н. Сидельников и др. Зарубежными композиторами создано около 20 опер: « Вишнёвый сад». комп. Тонтшер; «Контрабаc», комп. В. Букки; «Лебединая песня», комп. Кайлли Лючиано и др..
Во второй половине XX века на основе чеховской прозы созданы балеты: «Анюта» (по рассказу «Анна на шее», комп. В. Гаврилин), «Дама с собачкой» (комп. Р. Щедрин), «Зимние грёзы» (по пьесе «Три сестры», на музыку П. Чайковского), «Три сестры» (на музыку С. Рахманинова и А. Озолиньша), «Три сестры» (на музыку С. Рахманинова), «Чайка» (на музыку Р. Щедрина).

## Нумизматика
Банк России 28 декабря 2009 года выпустил четыре памятные монеты разного достоинства, посвящённые 150-летию со дня рождения А. П. Чехова (приведены только реверсы):

## Филателия
Почтовые марки, посвящённые А. П. Чехову, выходили в следующих иностранных государствах: Чехословакия — 1954  (Mi #871, 872; Sc #665, 666), Румыния — 1960  (Mi #1896; Sc #1346), Гамбия — 2001  (Mi #4159; Sc #2390f), Сан-Марино — 2004  (Mi #2171; Sc #1613), Монако — 2010, Ватикан — 2010.

## Прочее
- В 1954 году посёлок Лопасня был преобразован в город областного подчинения Чехов.
- В память о писателе Московской городской и Московской областной организациями Союза Писателей России и Союзом писателей-переводчиков в 2004 году учреждена Памятная медаль А. П. Чехова. По данным журнала Огонёк, Чехов входит в десятку самых «экранизируемых» классиков мировой литературы, и делит второе и третье место с Чарльзом Диккенсом[21].
- В Москве проводится международный театральный фестиваль им. А. П. Чехова. Учреждён Международной конфедерацией театральных союзов.
- Гимназия № 2 им. А. П. Чехова (Таганрог) — старейшее учебное заведение Юга России (1806).
- Ялтинская гимназия им. А. П. Чехова[22]
- В апреле 2011 года распоряжением администрации Ростовской области Таганрогскому государственному педагогическому институту было присвоено имя А. П. Чехова[23].
- В 1952 году в Нью-Йорке было создано издательство имени Чехова[24].
- В городе Баденвайлер существует «Немецкое общество имени Чехова»[25].
- В 2010 году в Таганроге было создано «Чеховское общество», которое возглавил Дмитрий Михайлович Чехов, потомок дяди Чехова, Митрофана Егоровича Чехова.
- Центр Образования № 170 в Москве носит имя А. П. Чехова.
- В 2019 году Указом Президента Российской Федерации от 31.05.2019 № 246 «О присвоении аэропортам имен лиц, имеющих особые заслуги перед Отечеством», международному аэропорту в Южно-Сахалинске присвоено имя А. П. Чехова[26].